# Sulfamerazină
Sulfamerazina este un antibiotic din clasa sulfamidelor, fiind utilizat în tratamentul unor infecții bacteriene.